# Gran Premio de Catar de Motociclismo de 2005
El Gran Premio de Catar de Motociclismo de 2005 fue la decimocuarta prueba del Campeonato del Mundo de Motociclismo de 2005. Tuvo lugar en el fin de semana del 29 de septiembre al 1 de octubre de 2005 en el Circuito Internacional de Losail, situado en Doha, Catar. La carrera de MotoGP fue ganada por Valentino Rossi, seguido de Marco Melandri y Nicky Hayden. Casey Stoner ganó la prueba de 250cc, por delante de Jorge Lorenzo y Andrea Dovizioso. La carrera de 125cc fue ganada por Gábor Talmácsi, Mika Kallio fue segundo y Marco Simoncelli tercero.

## Resultados MotoGP
| Pos | Piloto           | Constructor | Tiempo/Retirado | Parrilla | Puntos |
| --- | ---------------- | ----------- | --------------- | -------- | ------ |
| 1   | Valentino Rossi  | Yamaha      | 43:33.759       | 3        | 25     |
| 2   | Marco Melandri   | Honda       | +1.670          | 5        | 20     |
| 3   | Nicky Hayden     | Honda       | +5.536          | 8        | 16     |
| 4   | Colin Edwards    | Yamaha      | +14.737         | 4        | 13     |
| 5   | Sete Gibernau    | Honda       | +20.431         | 2        | 11     |
| 6   | Carlos Checa     | Ducati      | +31.432         | 6        | 10     |
| 7   | Shinya Nakano    | Kawasaki    | +32.983         | 7        | 9      |
| 8   | Toni Elías       | Yamaha      | +39.888         | 9        | 8      |
| 9   | Alex Barros      | Honda       | +41.792         | 14       | 7      |
| 10  | Loris Capirossi  | Ducati      | +44.252         | 1        | 6      |
| 11  | Kenny Roberts Jr | Suzuki      | +48.745         | 11       | 5      |
| 12  | Roberto Rolfo    | Ducati      | +1:01.991       | 15       | 4      |
| 13  | Shane Byrne      | Honda       | +1:04.805       | 17       | 3      |
| 14  | Ruben Xaus       | Yamaha      | +1:13.824       | 16       | 2      |
| 15  | James Ellison    | Blata       | +2:08.345       | 18       | 1      |
| 16  | Franco Battaini  | Blata       | +1 Vuelta       | 19       |        |
| 17  | John Hopkins     | Suzuki      | +1 Vuelta       | 13       |        |
| Ret | Makoto Tamada    | Honda       | Retirado        | 10       |        |
| Ret | Max Biaggi       | Honda       | Retirado        | 12       |        |

## Resultados 250cc
| Pos | Piloto            | Constructor | Tiempo/Retirado | Parrilla | Puntos |
| --- | ----------------- | ----------- | --------------- | -------- | ------ |
| 1   | Casey Stoner      | Aprilia     | 41:22.628       | 3        | 25     |
| 2   | Jorge Lorenzo     | Honda       | +1.566          | 1        | 20     |
| 3   | Andrea Dovizioso  | Honda       | +2.603          | 6        | 16     |
| 4   | Dani Pedrosa      | Honda       | +2.659          | 4        | 13     |
| 5   | Sebastián Porto   | Aprilia     | +4.867          | 5        | 11     |
| 6   | Hiroshi Aoyama    | Honda       | +29.971         | 7        | 10     |
| 7   | Héctor Barberá    | Honda       | +32.708         | 9        | 9      |
| 8   | Yuki Takahashi    | Honda       | +46.470         | 10       | 8      |
| 9   | Sylvain Guintoli  | Aprilia     | +46.849         | 11       | 7      |
| 10  | Taro Sekiguchi    | Aprilia     | +1:01.682       | 19       | 6      |
| 11  | Alex Debón        | Honda       | +1:01.696       | 18       | 5      |
| 12  | Mirko Giansanti   | Aprilia     | +1:01.780       | 16       | 4      |
| 13  | Martín Cárdenas   | Aprilia     | +1:02.795       | 22       | 3      |
| 14  | Steve Jenkner     | Aprilia     | +1:03.952       | 17       | 2      |
| 15  | Andrea Ballerini  | Aprilia     | +1:04.917       | 15       | 1      |
| 16  | Chaz Davies       | Aprilia     | +1:06.194       | 21       |        |
| 17  | Simone Corsi      | Aprilia     | +1:21.004       | 20       |        |
| 18  | Dirk Heidolf      | Honda       | +1:36.546       | 23       |        |
| 19  | Mathieu Gines     | Aprilia     | +1:51.045       | 28       |        |
| 20  | Alex Baldolini    | Aprilia     | +2:02.105       | 25       |        |
| Ret | Erwan Nigon       | Aprilia     | Retirado        | 24       |        |
| Ret | Randy de Puniet   | Aprilia     | Retirado        | 8        |        |
| Ret | Jakub Smrž        | Honda       | Retirado        | 14       |        |
| Ret | Arnaud Vincent    | Fantic      | Retirado        | 26       |        |
| Ret | Radomil Rous      | Honda       | Retirado        | 27       |        |
| Ret | Alex de Angelis   | Aprilia     | Retirado        | 2        |        |
| Ret | Roberto Locatelli | Aprilia     | Retirado        | 12       |        |

## Resultados 125cc
| Pos | Piloto                   | Constructor | Tiempo/Retirado | Parrilla | Puntos |
| --- | ------------------------ | ----------- | --------------- | -------- | ------ |
| 1   | Gábor Talmácsi           | KTM         | 39:23.248       | 2        | 25     |
| 2   | Mika Kallio              | KTM         | +0.017          | 1        | 20     |
| 3   | Marco Simoncelli         | Aprilia     | +9.571          | 7        | 16     |
| 4   | Mike Di Meglio           | Honda       | +11.815         | 10       | 13     |
| 5   | Héctor Faubel            | Aprilia     | +12.169         | 11       | 11     |
| 6   | Thomas Lüthi             | Honda       | +12.303         | 9        | 10     |
| 7   | Manuel Poggiali          | Gilera      | +12.565         | 6        | 9      |
| 8   | Julián Simón             | KTM         | +12.571         | 4        | 8      |
| 9   | Mattia Pasini            | Aprilia     | +17.571         | 3        | 7      |
| 10  | Fabrizio Lai             | Honda       | +19.757         | 5        | 6      |
| 11  | Joan Olivé               | Aprilia     | +22.037         | 13       | 5      |
| 12  | Sergio Gadea             | Aprilia     | +24.205         | 18       | 4      |
| 13  | Raffaele de Rosa         | Aprilia     | +25.342         | 14       | 3      |
| 14  | Tomoyoshi Koyama         | Honda       | +27.965         | 16       | 2      |
| 15  | Enrique Jerez            | Derbi       | +37.241         | 23       | 1      |
| 16  | Lorenzo Zanetti          | Aprilia     | +43.704         | 36       |        |
| 17  | Sandro Cortese           | Honda       | +44.855         | 21       |        |
| 18  | Aleix Espargaró          | Honda       | +44.870         | 17       |        |
| 19  | Andrea Iannone           | Aprilia     | +45.521         | 20       |        |
| 20  | Alexis Masbou            | Honda       | +49.011         | 15       |        |
| 21  | Dario Giuseppetti        | Aprilia     | +50.024         | 26       |        |
| 22  | Álvaro Bautista          | Honda       | +50.059         | 12       |        |
| 23  | Gioele Pellino           | Malaguti    | +50.299         | 24       |        |
| 24  | Mateo Túnez              | Aprilia     | +56.956         | 27       |        |
| 25  | Jordi Carchano           | Aprilia     | +57.020         | 28       |        |
| 26  | Federico Sandi           | Honda       | +1:14.927       | 30       |        |
| 27  | Hiroaki Kuzuhara         | Honda       | +1:29.137       | 33       |        |
| 28  | Karel Abraham            | Aprilia     | +1:29.158       | 31       |        |
| 29  | Imre Tóth                | Aprilia     | +1:39.784       | 34       |        |
| Ret | Michele Pirro            | Malaguti    | Retirado        | 29       |        |
| Ret | Ángel Rodríguez Campillo | Honda       | Retirado        | 8        |        |
| Ret | Pablo Nieto              | Derbi       | Retirado        | 19       |        |
| Ret | Manuel Hernández         | Aprilia     | Retirado        | 25       |        |
| Ret | Lukáš Pešek              | Derbi       | Retirado        | 22       |        |
| Ret | Sascha Hommel            | Honda       | Retirado        | 35       |        |
| Ret | David Bonache            | Honda       | Retirado        | 32       |        |